# Anthonie Cornelis Oudemans
Anthonie Cornelis Oudemans, conosciuto anche come Antoon Cornelis Oudemans (Giacarta, 12 novembre 1858 – Arnhem, 14 gennaio 1943), è stato un biologo olandese.

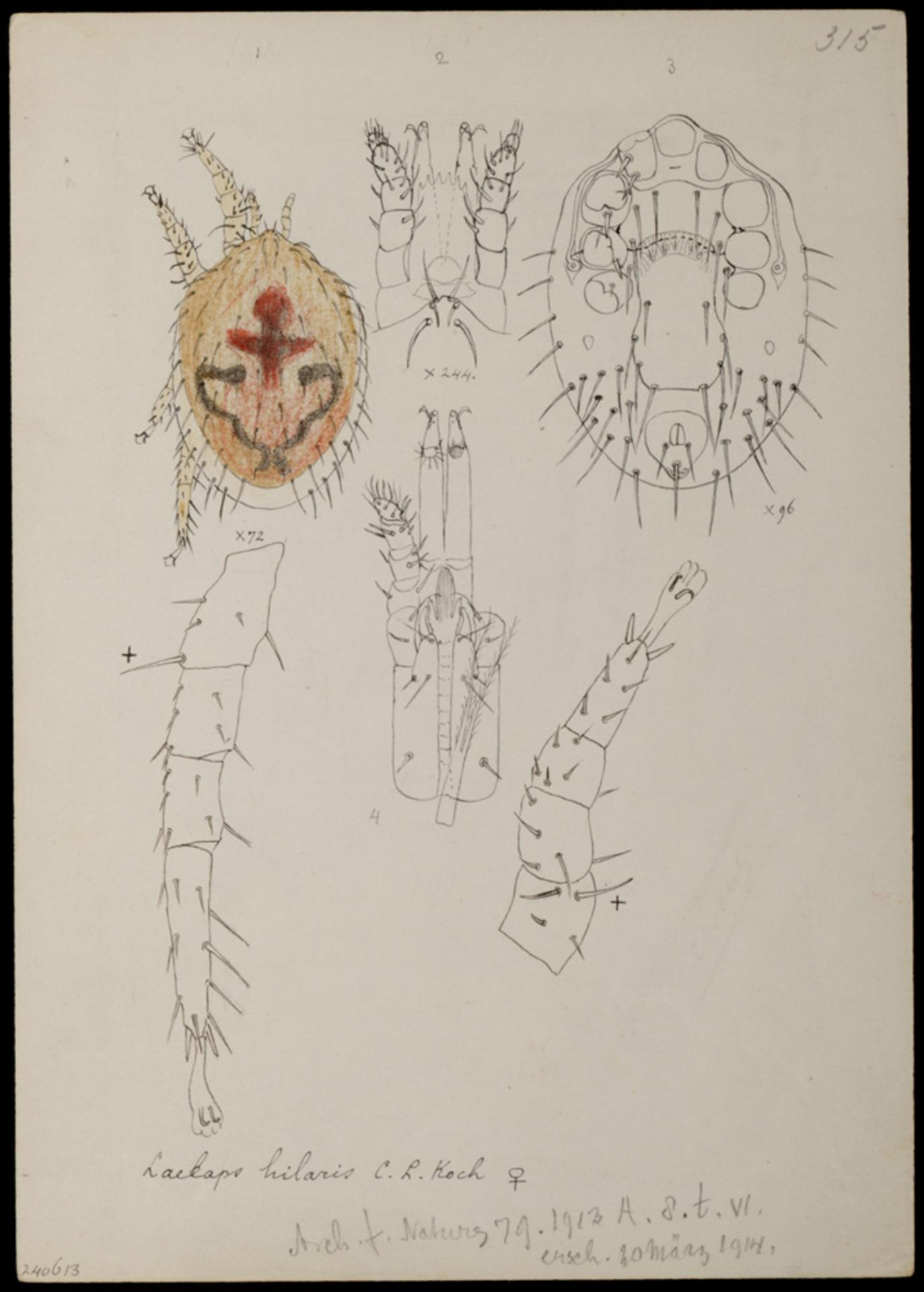
Mita femminile Laelaps hilaris Koch, disegno Oudemans. Oudemans Collezione Naturalis.

Scrisse una dissertazione sui Platelminti, e nel 1885, fu nominato direttore del Koninklijke Zoölogisch-Botanische Tuin (Giardino zoologico-botanico reale, lo zoo) di La Haia. 
Oudemans è famoso soprattutto per la pubblicazione nel 1892 di un libro intitolato The Great Sea Serpent relativo all'osservazione dei serpenti di mare in tutto il mondo.